# 鴨部停留場
鴨部停留場（日语：／ Kamobe teiryūjō */?），是位於高知縣高知市鴨部高町，屬於土佐電交通伊野線的電車站。

## 歷史
鴨部停留場在1907年（明治40年），伊野線鏡川橋停留場至咥內停留場之間開通同時啟用。
- 1907年（明治40年）9月16日 - 土佐電氣鐵道電車站啟用[1]。
- 2007年（平成19年）1月10日 - 隨著進行車費修定，此電車站位於高知市內均一費用區間內。
- 2014年（平成26年）10月1日 - 土佐電氣鐵道、高知縣交通（日语：高知県交通）和土佐電Dream Service（日语：土佐電ドリームサービス）合併，土佐電交通成立[2]。成為土佐電交通的電車站。

## 電車站構造
本站坐落在共用道路（舊國道）上，除了路軌外只有1條行車線，在該行車線上設有沒有安全島的月台，在道路上劃上白線作為乘車處。
上段提及的乘車處為伊野方向，位於路軌南邊，北邊為播磨屋橋方向乘車處，該乘車處於路肩上落車，共有2面1線的相對式月台。

## 電車站周邊
- 鏡川（日语：鏡川）
- 高知市立西部中學
- 高知縣立高知西高等學校（日语：高知県立高知西高等学校）
- 高知縣立高知國際中學（日语：高知県立高知國際中學·高等學校）
- 富士Gran（日语：フジグラン）高知
- 四國銀行（日语：四国銀行）鴨田分店
- 高知銀行朝倉分店
- 四國瓦斯（日语：四国ガス）高知分店
- 郡頭神社（日语：郡頭神社）
- 國道33號（日语：国道33号）
- 高知縣道274號梅之辻朝倉線

## 巴士路線
在「鴨部」巴士站中設有以下巴士路線停靠。
| 乘車處 | 系統                                           | 主要途經             | 目的地               | 巴士公司     | 備註 |
| ------ | ---------------------------------------------- | -------------------- | -------------------- | ------------ | ---- |
|        | G2                                             | 堺町、高知站前、比島 | 一宮高知營業所       | 土佐電交通   |      |
| G5     | 堺町、高知站前、比島、一宮高知營業所、醫大醫院 | 辦公園區第二         | 星期六及假日暫停服務 | 土佐電交通   |      |
| G6     | 堺町、高知站前、比島、一宮高知營業所、醫大醫院 | 領石出張所           |                      | 土佐電交通   |      |
| G10    | 堺町、高知站前、杉井流東                       | 一宮高知營業所       |                      | 土佐電交通   |      |
| K4     | 堺町、西高須通、潮見台總站                     | 潮見台三丁目         | 星期六及假日暫停服務 | 土佐電交通   |      |
| P2     | 堺町、中央市場前、十津                         | 種崎                 |                      | 土佐電交通   |      |
| S2     | 堺町、棧橋通五丁目、橫濱                       | 長濱營業所           | 星期六及假日暫停服務 | 土佐電交通   |      |
| S3     | 堺町、棧橋通五丁目、橫濱、長濱營業所           | 桂濱                 |                      | 土佐電交通   |      |
| T1     | 堺町                                           | 棧橋車庫             | 假日暫停服務         | 土佐電交通   |      |
| T3     | 堺町、棧橋通五丁目、橫濱、橫濱新城             | 南新城               |                      | 土佐電交通   |      |
|        | V1                                             | 西橫町               | 鏡岩                 | 縣交北部交通 |      |
| Y1     | 朝倉站前、國立醫院前                           | 學藝高校             | 土佐電交通           | 假日暫停服務 |      |
| Y2     | 朝倉站前、國立醫院前                           | 天王新城             | 土佐電交通           |              |      |
| Y3     | 朝倉站前、國立醫院前、天王新城                 | 仁野                 | 土佐電交通           |              |      |
| Y4     | 朝倉站前、國立醫院前、土佐市政廳前             | 高岡營業所           | 土佐電交通           |              |      |
| Y5     | 朝倉站前、國立醫院前、土佐市政廳前、須崎站前   | 須崎營業所           | 土佐電交通           |              |      |
| Y6     | 朝倉站前、國立醫院前                           | 宇佐                 | 土佐電交通           |              |      |
| Z2     | 朝倉站前、伊野站、高岩                         | 狩山口               | 縣交北部交通         |              |      |
| Z3     | 朝倉站前、伊野站、高岩                         | 土居                 | 縣交北部交通         |              |      |
| Z4     | 朝倉站前、伊野站、高岩、土居                   | 長澤                 | 縣交北部交通         |              |      |

## 相鄰電車站
土佐電交通
伊野線
鏡川橋－鴨部－（市場前號誌站）－曙町東町

## 注腳
1. 1 2  《土佐電鉄が走る街 今昔》98・156-158頁
2. ↑  上野宏人. . 毎日新聞 (毎日新聞社). 2014-10-02 （日语）.
3. ↑  《土佐電鉄が走る街 今昔》40-41頁
4. 1 2  川島令三. . 【図説】 日本の鉄道. 第2巻 四国西部エリア. 講談社. 2013: 42・93頁. ISBN 978-4-06-295161-6 （日语）.
5. ↑  川島令三.  四国篇. 草思社. 2007: 291. ISBN 978-4-7942-1615-1 （日语）.